# Archidiecezja mediolańska
Archidiecezja mediolańska (łac. Archidioecesis Mediolanensis, wł. Arcidiocesi di Milano) – rzymskokatolicka archidiecezja ze stolicą w Mediolanie, w Lombardii we Włoszech. Diecezja powstała w I wieku, a w IV wieku została podniesiona do godności archidiecezji.
Arcybiskup Mediolanu jest również metropolitą mediolańskim. W skład metropolii wchodzą diecezje:
- Bergamo
- Brescia
- Como
- Crema
- Cremona
- Lodi
- Mantua
- Pawia
- Vigevano

Na terenie archidiecezji żyje 1033 zakonników i 3915 sióstr zakonnych.

## Terytorium
Archidiecezja obejmuje prowincje Mediolan, większość prowincji Varese i prowincji Lecco, niektóre gminy w prowincji Como i prowincji Pawia oraz Treviglio w prowincji Bergamo.

## Historia
Za pierwszego biskupa Mediolanu uważa się św. Barnabę (zaliczanego do szerszego grona apostołów).
W IV wieku w Mediolanie – wtedy stolicy Cesarstwa Zachodniorzymskiego doszło do konfliktu katolików z arianami. Arianie mieli duże wpływy w mieście przez osobę arcybiskupa Auksencjusza – arianina. Po jego śmierci w 374 wybrano św. Ambrożego, który przyczynił się do zakończenia herezji ariańskiej na Zachodzie. Święty ten stworzył używany po dziś dzień w Mediolanie obrządek ambrozjański.
Arcybiskupi mediolańscy odegrali dużą rolę w walkach o koronę cesarską po śmierci Lotara Lombardia, ponieważ ich opinia co do wyboru nowego cesarza była kluczowa.
W historii 42 biskupów Mediolanu zostało kardynałami.

## Biskupi i arcybiskupi Mediolanu
Obecni biskupi archidiecezji mediolańskiej:
- Arcybiskup Mediolanu
  - abp Mario Delpini
- Biskupi pomocniczy
  - Franco Agnesi
  - Giovanni Luca Raimondi
  - Giuseppe Vegezzi
- Senior – były arcybiskup metropolita
  - kardynał Angelo Scola
- Seniorzy – byli biskupi pomocniczy
  - Angelo Mascheroni
  - Erminio De Scalzi

Do najważniejszych i najbardziej znanych biskupów mediolańskich prócz późniejszych papieży (o których niżej) należą:
- Święty Barnaba
- św. Ambroży
- św. Bernard z Clairvaux (elekt, nie przyjął urzędu)
- św. Karol Boromeusz

## Arcybiskupi wybrani na Stolicę Piotrową
Czterech arcybiskupów Mediolanu zostało wybranych papieżami i jeden antypapieżem (papieżem obediencji pizańskiej w czasie wielkiej schizmy zachodniej). Byli to:
- Uberto Crivelli - papież Urban III - wybrany w 1185
- Giovanni Angelo Medici (administrator apostolski) - papież Pius IV - wybrany 26 grudnia 1559
- Achille Ratti - papież Pius XI - wybrany 6 lutego 1922
- Giovanni Battista Montini - papież Paweł VI - wybrany 21 czerwca 1963

Antypapież:
- Pietro Filargo - antypapież Aleksander V - wybrany 26 czerwca 1409